# Campionati mondiali giovanili di pallanuoto
I campionati mondiali giovanili di pallanuoto (FINA World Junior Water Polo Championships) sono la maggiore manifestazione mondiale organizzata dalla FINA dedicata agli atleti under-20 nella quale si assegnano i titoli mondiali giovanili della pallanuoto.
La rassegna si svolge biennalmente negli anni dispari sin dal 1981 (il torneo femminile dal 1995). 
A partire dal 2012 viene disputata una competizione dedicata agli atleti under-18, mentre nel 2022 è stato aggiunto anche il torneo dedicato agli under-16.

## EdizioniUnder 20

### Torneo maschile
| No.   | Anno | Sede                        | Oro                 | Argento          | Bronzo         |
| ----- | ---- | --------------------------- | ------------------- | ---------------- | -------------- |
| I     | 1981 | Milano ( Italia)            | Unione Sovietica    | Cuba             | Ungheria       |
| II    | 1983 | Barcellona ( Spagna)        | Spagna              | Jugoslavia       | Cuba           |
| III   | 1985 | Istanbul ( Turchia)         | Unione Sovietica    | Ungheria         | Jugoslavia     |
| IV    | 1987 | San Paolo ( Brasile)        | Spagna              | Jugoslavia       | Italia         |
| V     | 1989 | Narbona ( Francia)          | Jugoslavia          | Unione Sovietica | Germania Ovest |
| VI    | 1991 | Irvine ( Stati Uniti)       | Spagna              | Cuba             | Ungheria       |
| VII   | 1993 | Il Cairo ( Egitto)          | Italia              | Spagna           | Ungheria       |
| VIII  | 1995 | Dunkerque ( Francia)        | Ungheria            | Grecia           | Slovacchia     |
| IX    | 1997 | L'Avana ( Cuba)             | Croazia             | Ungheria         | Grecia         |
| X     | 1999 | Madinat al-Kuwait ( Kuwait) | Italia              | Australia        | Jugoslavia     |
| XI    | 2001 | Istanbul ( Turchia)         | Grecia              | Croazia          | Ungheria       |
| XII   | 2003 | Napoli ( Italia)            | Serbia e Montenegro | Ungheria         | Italia         |
| XIII  | 2005 | Mar del Plata ( Argentina)  | Serbia e Montenegro | Croazia          | Spagna         |
| XIV   | 2007 | Long Beach ( Stati Uniti)   | Ungheria            | Italia           | Croazia        |
| XV    | 2009 | Sebenico ( Croazia)         | Croazia             | Grecia           | Serbia         |
| XVI   | 2011 | Volos ( Grecia)             | Serbia              | Spagna           | Grecia         |
| XVII  | 2013 | Szombathely ( Ungheria)     | Italia              | Croazia          | Serbia         |
| XVIII | 2015 | Almaty ( Kazakistan)        | Serbia              | Italia           | Ungheria       |
| XIX   | 2017 | Belgrado ( Serbia)          | Grecia              | Croazia          | Serbia         |
| XX    | 2019 | Kuwait ( Kuwait)            | Grecia              | Serbia           | Italia         |
| XXI   | 2021 | Praga ( Rep. Ceca)          | Serbia              | Italia           | Montenegro     |
| XXII  | 2023 | Bucarest ( Romania)         | Ungheria            | Serbia           | Stati Uniti    |
| XXIII | 2025 | Zagabria ( Croazia)         | Spagna              | Stati Uniti      | Croazia        |

### Torneo femminile
| No.  | Anno | Sede                         | Oro         | Argento     | Bronzo      |
| ---- | ---- | ---------------------------- | ----------- | ----------- | ----------- |
| I    | 1995 | Sainte-Foy ( Canada)         | Paesi Bassi | Australia   | Stati Uniti |
| II   | 1997 | Praga ( Rep. Ceca)           | Grecia      | Australia   | Stati Uniti |
| III  | 1999 | Messina ( Italia)            | Australia   | Canada      | Ungheria    |
| IV   | 2001 | Perth ( Australia)           | Stati Uniti | Australia   | Russia      |
| V    | 2003 | Calgary ( Canada)            | Canada      | Stati Uniti | Spagna      |
| VI   | 2005 | Perth ( Australia)           | Stati Uniti | Russia      | Australia   |
| VII  | 2007 | Porto ( Portogallo)          | Australia   | Cina        | Ungheria    |
| VIII | 2009 | Chanty-Mansijsk ( Russia)    | Russia      | Paesi Bassi | Stati Uniti |
| IX   | 2011 | Trieste ( Italia)            | Spagna      | Ungheria    | Australia   |
| X    | 2013 | Volos ( Grecia)              | Stati Uniti | Spagna      | Grecia      |
| XI   | 2015 | Volos ( Grecia)              | Stati Uniti | Spagna      | Russia      |
| XII  | 2017 | Volos ( Grecia)              | Russia      | Grecia      | Paesi Bassi |
| XIII | 2019 | Funchal ( Portogallo)        | Russia      | Paesi Bassi | Italia      |
| XIV  | 2021 | Netanya ( Israele)           | Spagna      | Grecia      | Ungheria    |
| XV   | 2023 | Coimbra ( Portogallo)        | Ungheria    | Spagna      | Paesi Bassi |
| XVI  | 2025 | Salvador de Bahia ( Brasile) | Stati Uniti | Spagna      | Grecia      |

## EdizioniUnder 18

### Torneo maschile
| No. | Anno | Sede                      | Oro      | Argento    | Bronzo     |
| --- | ---- | ------------------------- | -------- | ---------- | ---------- |
| I   | 2012 | Perth ( Australia)        | Italia   | Ungheria   | Serbia     |
| II  | 2014 | Istanbul ( Turchia)       | Ungheria | Spagna     | Russia     |
| III | 2016 | Podgorica ( Montenegro)   | Croazia  | Montenegro | Ungheria   |
| IV  | 2018 | Szombathely ( Ungheria)   | Grecia   | Spagna     | Ungheria   |
| V   | 2022 | Belgrado ( Serbia)        | Ungheria | Serbia     | Spagna     |
| VI  | 2024 | Buenos Aires ( Argentina) | Ungheria | Serbia     | Montenegro |

### Torneo femminile
| No. | Anno | Sede                      | Oro         | Argento  | Bronzo   |
| --- | ---- | ------------------------- | ----------- | -------- | -------- |
| I   | 2012 | Perth ( Australia)        | Grecia      | Ungheria | Russia   |
| II  | 2014 | Madrid ( Spagna)          | Stati Uniti | Canada   | Ungheria |
| III | 2016 | Auckland ( Nuova Zelanda) | Russia      | Spagna   | Italia   |
| IV  | 2018 | Belgrado ( Serbia)        | Spagna      | Italia   | Grecia   |
| V   | 2022 | Belgrado ( Serbia)        | Stati Uniti | Grecia   | Ungheria |
| VI  | 2024 | Chengdu ( Cina)           | Spagna      | Grecia   | Ungheria |

## EdizioniUnder 16

### Torneo maschile
| No. | Anno | Sede                     | Oro      | Argento | Bronzo   |
| --- | ---- | ------------------------ | -------- | ------- | -------- |
| I   | 2022 | Larissa - Volo ( Grecia) | Ungheria | Grecia  | Serbia   |
| II  | 2024 | Malta ( Malta)           | Spagna   | Italia  | Ungheria |

### Torneo femminile
| No. | Anno | Sede                     | Oro      | Argento  | Bronzo    |
| --- | ---- | ------------------------ | -------- | -------- | --------- |
| I   | 2022 | Larissa - Volo ( Grecia) | Ungheria | Grecia   | Spagna    |
| II  | 2024 | Magnesia ( Turchia)      | Spagna   | Ungheria | Australia |